# Liste nordkoreanischer Bauten in Afrika
Dies ist eine Liste von nordkoreanischen Bauten in Afrika, d. h. von unter anderem Gebäuden und Denkmälern, die durch Nordkorea auf dem afrikanischen Kontinent errichtet wurden. Hierfür zeichnet fast ausschließlich – wenn nicht anders genannt – das staatliche nordkoreanische Unternehmen Mansudae Overseas Projects verantwortlich.

## Bauten
Anmerkung: Sortierung nach Staaten.
| Bild | Name                                   | Land                         | Lage                                             | Art                     | Baujahr   | Anmerkung                                                    |
| ---- | -------------------------------------- | ---------------------------- | ------------------------------------------------ | ----------------------- | --------- | ------------------------------------------------------------ |
|      | Denkmal zum Kampf um Ismailia          | Ägypten                      | Sueskanal 30° 34′ 53,4″ N, 32° 18′ 39,1″ O       | Denkmal                 |           | nicht von Mansudae errichtet                                 |
|      | Agostinho Neto Cultural Center         | Angola                       | Luanda 8° 49′ 25″ S, 13° 13′ 8,2″ O              | Denkmal, Mausoleum      | 2007      |                                                              |
|      | Kifangondo-Kriegsdenkmal               | Angola                       | Cacuaco 8° 45′ 29,7″ S, 13° 25′ 21,3″ O          | Denkmal                 | 2004      |                                                              |
|      | Tiglachin-Denkmal                      | Äthiopien                    | Addis Abeba 9° 1′ 12″ N, 38° 45′ 6″ O            | Denkmal                 | 1984      |                                                              |
|      | König-Béhanzin-Statue                  | Benin                        | Abomey 7° 11′ 3,3″ N, 2° 0′ 28,1″ O              | Statue                  | 2005      |                                                              |
|      | Monument to Three Tribal Chiefs        | Botswana                     | Gaborone 24° 38′ 41,5″ S, 25° 54′ 26,5″ O        | Denkmal                 | 2005      |                                                              |
| Foto | Laurent-Kabila-Denkmal                 | Demokratische Republik Kongo | Gombe, Kinshasa 4° 18′ 15,5″ S, 15° 16′ 49,3″ O  | Denkmal                 |           |                                                              |
|      | National Stadium                       | Lesotho                      | Maseru 29° 18′ 39,7″ S, 27° 30′ 4,9″ O           | Stadion                 | ca. 1983  | 2002 in Setsoto Stadium umbenannt, 2008 bis 2010 umgebaut    |
|      | Samora-Machel-Statue                   | Mosambik                     | Maputo 25° 58′ 9,3″ S, 32° 34′ 23,5″ O           | Statue                  | 2011      |                                                              |
|      | Heldenacker                            | Namibia                      | Windhoek 22° 39′ 47,5″ S, 17° 4′ 41,5″ O         | Denkmalanlage, Friedhof | 2002      |                                                              |
| Foto | Militärmuseum Okahandja                | Namibia                      | Okahandja 21° 58′ 49,3″ S, 16° 54′ 56,5″ O       | Museum                  | 2004      |                                                              |
| Foto | Sam-Nujoma-Statue Omugulugwombashe     | Namibia                      | Omugulugwombashe 17° 46′ 5,3″ S, 14° 42′ 11,3″ O | Statue                  | 2015      |                                                              |
|      | Sam-Nujoma-Statue Windhoek             | Namibia                      | Windhoek 22° 34′ 7″ S, 17° 5′ 15,8″ O            | Statue                  | 2014      |                                                              |
|      | Staatshaus                             | Namibia                      | Windhoek 22° 35′ 28,6″ S, 17° 6′ 0″ O            | Gebäudekomplex          | 2002–2008 |                                                              |
|      | Tsumeb Military Base Office            | Namibia                      | Tsumeb                                           | Militärgebäude          |           |                                                              |
|      | UBM Centre                             | Namibia                      | Windhoek 22° 39′ 6,3″ S, 17° 5′ 25″ O            | Militärgebäude          |           |                                                              |
|      | Unabhängigkeits-Gedenkmuseum           | Namibia                      | Windhoek 22° 34′ 8″ S, 17° 5′ 17″ O              | Museum                  | 2010–2014 |                                                              |
|      | Völkermord-Denkmal                     | Namibia                      | Windhoek 22° 34′ 9,7″ S, 17° 5′ 16,6″ O          | Denkmal                 | 2014      |                                                              |
|      | Monument der afrikanischen Renaissance | Senegal                      | Dakar 14° 43′ 19,5″ N, 17° 29′ 41,9″ W           | Denkmal                 | 2010      |                                                              |
|      | Heldenacker                            | Simbabwe                     | Harare 17° 50′ 6,1″ S, 30° 59′ 15,8″ O           | Denkmal                 | 1981–1982 |                                                              |
|      | Joshua-Nkomo-Denkmal                   | Simbabwe                     | Bulawayo 20° 9′ 16,8″ S, 28° 34′ 55,8″ O         | Denkmal                 | 2010      | Statue wurde kurz nach der Eröffnung nach Protesten abgebaut |